# نوپسرها نیگریکولیس
نوپسرها نیگریکولیس یک گونه سوسک از خانوادهٔ سوسک‌های شاخک‌دراز است. استفان فون برونینگ در سال ۱۹۶۰ این گونه را توصیف و بررسی کرد.
این گونه تقریباً ۹ میلی‌متر طول دارد و در هند یافت می‌شود. گونه‌نام آن یک سوسک نر بود که توسط برونینگ در ایالت آسام در سال ۱۹۶۰ یافت شده بود.